# Åtjärnen (Nysätra socken, Västerbotten)
Åtjärnen är en sjö i Robertsfors kommun i Västerbotten och ingår i Kålabodaåns huvudavrinningsområde.